# بلایند لمون جفرسون
بلایند لمون جفرسون (به انگلیسی: Blind Lemon Jefferson) (زادهٔ ۲۴ سپتامبر ۱۸۹۳ - درگذشتهٔ اواخر دسامبر ۱۹۲۹) خواننده و گیتاریست بلوز آمریکایی بود. جفرسون که نابینای مادرزاد بود یکی از محبوب‌ترین خوانندگان بلوز دههٔ ۱۹۲۰ میلادی بود. به او لقب «پدر بلوز تگزاس» داده‌اند.
پیش از او خوانندگان زن سبک بلوز مانند ایدا کاکس و بسی اسمیت به موفقیت‌های بزرگ تجاری دست یافته‌بودند و جفرسون اولین خوانندهٔ مرد سبک بلوز بود که آثارش با اقبال تجاری واقعی همراه شدند.
جفرسون در اواخر دههٔ ۱۹۱۰ میلادی با لید بلی آشنا شد. گرچه شهرت لیدبلی به‌عنوان یک موزیسین معروف بسیار بیشتر از جفرسون بود، اما جفرسون گیتاریست بهتری بود. آن‌ها حتی برای مدت کوتاهی با هم نوازندگی می‌کردند و این قبل از آن بود که لید بلی برای اولین بار به زندان برود. لیدبلی که سخت تحت‌تاثیر نوازندگی جفرسون قرار گرفته بود بعدها در راستای ادای احترام به او قطعهٔ «بلوز بلایند لمون» را ساخت.
در یکی از روزهای پایانی ماه سپتامبر سال ۱۹۲۹ جسد بی‌جان جفرسون پس از یک طوفان برفی شدید در شیکاگو یافت شد. چندین گمانه‌زنی راجع به مرگ او وجود دارد: برخی معتقدند که او پس از آن‌که دیرهنگام از یک مهمانی شبانه خارج شد چون راننده‌اش محل را ترک کرده‌بود در میان طوفان و برف گم شد و به علت سرمازدگی درگذشت. عده‌ای دیگر بر این عقیده‌اند که جفرسون در یک حادثهٔ تصادف رانندگی کشته شده‌است. گرچه در اسناد رسمی دلیل مرگ او سکتهٔ قلبی و یخ‌زدگی ذکر شده‌است.